# Library of Congress Country Studies

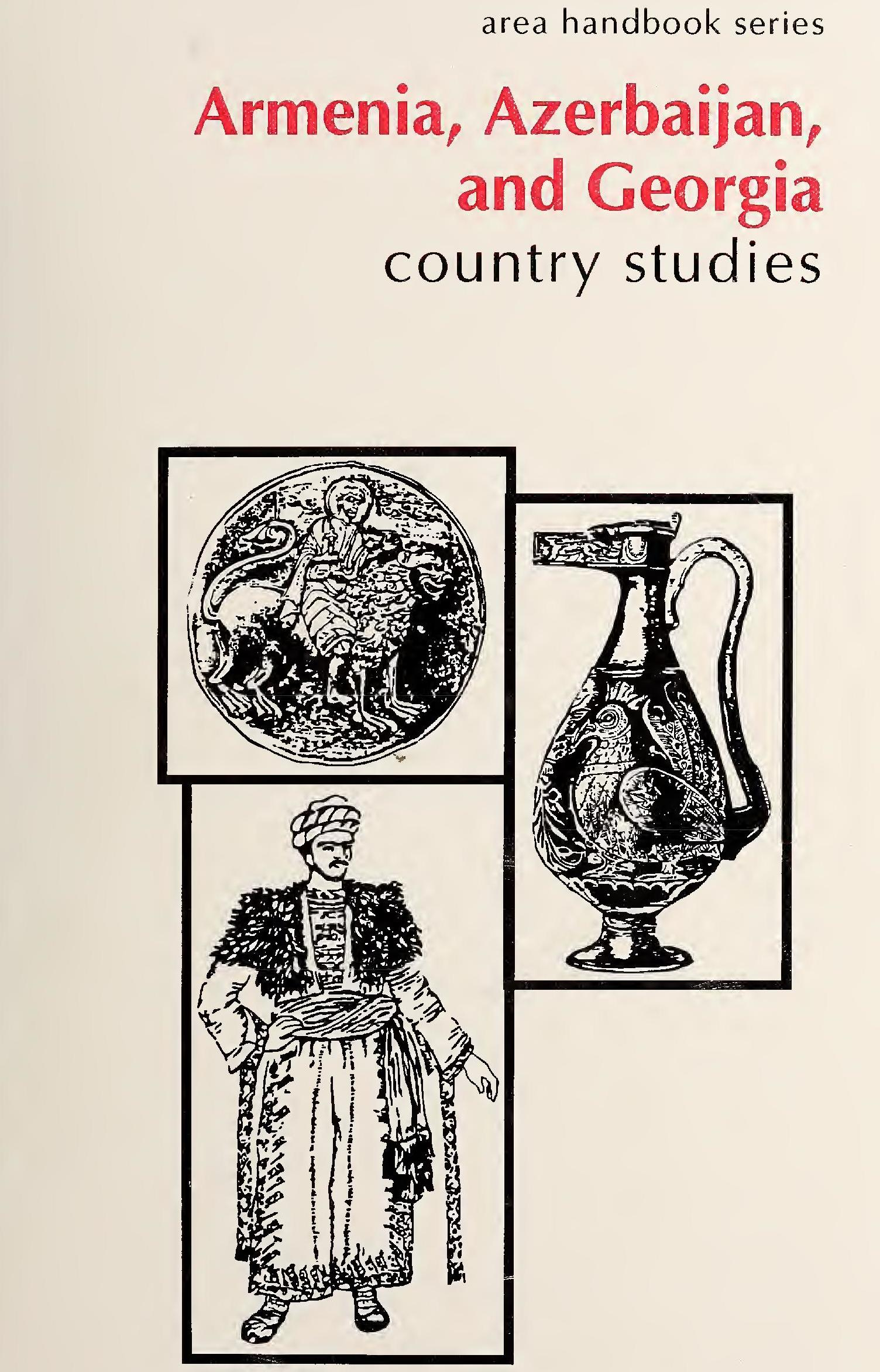
Library of Congress Country Studies, hier als Beispiel das Titelblatt von: Armenia, Azerbaijan, and Georgia (1995)

Die Country Studies (deutsch: Länderstudien) sind Werke, die von der Federal Research Division der Library of Congress der Vereinigten Staaten veröffentlicht werden und dem öffentlichen Gebrauch (Public domain) gewidmet sind. Es wird kein Copyright beansprucht, sodass sie für Recherchen und Kopien frei verfügbar sind. Dies gilt allerdings nicht für sämtliches dort verwendete Bildmaterial.
Die Länderstudien sind Beschreibungen und Analysen der historischen Lage und der sozialen, wirtschaftlichen, politischen und nationalen Sicherheits-Systeme und -Einrichtungen von Ländern überall in der Welt. Die Serie untersucht die Zusammenhänge dieser Systeme und die Art und Weise, wie sie durch kulturelle Faktoren geprägt sind.
Die Bücher stehen für die Analyse der Autoren und sind nicht als offizielle Position einer US-Regierung zu verstehen. Vielmehr wird angestrebt, die anerkannten Standards wissenschaftlicher Objektivität zu erfüllen.
Online-Informationen der Internetpräsenz der Country Studies stehen frei und uneingeschränkt für Recherchen zur Verfügung. Druckausgaben aller Studien (mit Ausnahme der regionalen Studien über Macau und Afghanistan) können über eine Online-Buchhandlung beim Superintendent of Documents des United States Government Printing Office bestellt werden.

## Veröffentlichte Länderstudien
| - Ägypten - Äthiopien - Afghanistan - Albanien - Algerien - Angola - Armenien - Aserbaidschan - Bahrain - Bangladesch - Belarus - Belize - Bhutan - Bolivien - Brasilien - Bulgarien - Chile - China - Elfenbeinküste - Deutschland - Deutsche Demokratische Republik - Dominikanische Republik - Ecuador - El Salvador - Estland - Finnland - Georgien - Ghana - Guyana - Haiti - Honduras - Indien - Indonesien - Iran - Irak | - Israel - Italien - Japan - Jordanien - Jugoslawien - Kambodscha - Karibische Inseln - Kasachstan - Katar - Kirgisistan - Kolumbien - Komoren - Kuwait - Laos - Lettland - Libanon - Libyen - Litauen - Macau - Madagaskar - Malediven - Mauretanien - Mauritius - Mexiko - Moldawien - Mongolei - Nepal - Nicaragua - Nigeria - Nordkorea - Österreich - Oman - Pakistan - Panama | - Paraguay - Peru - Philippinen - Polen - Portugal - Rumänien - Russland - Saudi-Arabien - Seychellen - Singapur - Somalia - Südafrika - Südkorea - Südvietnam - Sowjetunion - Spanien - Sri Lanka - Sudan - Syrien - Tadschikistan - Thailand - Tschechoslowakei - Tschad - Turkmenistan - Türkei - Uganda - Ungarn - Uruguay - Usbekistan - Venezuela - Vereinigte Arabische Emirate - Vietnam - Zaire - Zypern |